# Cyrtodactylus tiomanensis
Cyrtodactylus tiomanensis este o specie de șopârle din genul Cyrtodactylus, familia Gekkonidae, ordinul Squamata, descrisă de Atulananda Das și Swee Cheng Lim în anul 2000. Conform Catalogue of Life specia Cyrtodactylus tiomanensis nu are subspecii cunoscute.